# John Leveson-Gower (amiral)
Le contre-amiral John Leveson-Gower (11 juillet 1740 - 15 août 1792)  est un officier de la Royal Navy et un homme politique de la famille Leveson-Gower. En tant qu'officier subalterne, il participe à la bataille de Lagos en août 1759, pendant la guerre de Sept Ans. En tant que capitaine du HMS Valiant il est présent à la bataille d'Ouessant le 17 juillet 1778 pendant la guerre d'indépendance américaine. Il devient ensuite Lord junior de l'amirauté, puis premier Lord naval. Il siège également comme député de plusieurs circonscriptions. 

## Famille et enfance

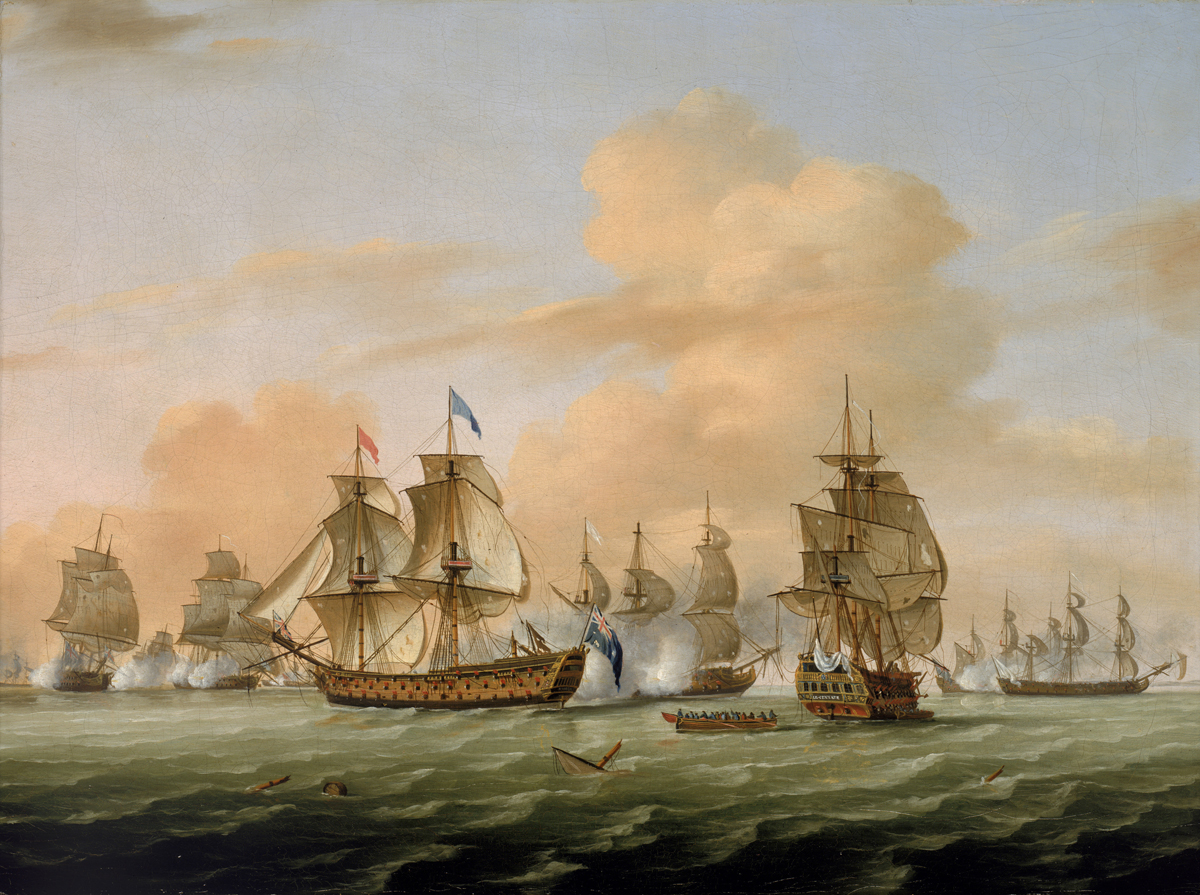
La bataille de Lagos en 1759 au Portugal - peinture de Thomas Luny

Il est né le 11 juillet 1740, second fils de John Leveson-Gower (1er comte Gower), de sa troisième épouse, Lady Mary Tufton, fille de Thomas Tufton (6e comte de Thanet) et veuve d'Anthony Grey, comte Harold. Son demi-frère, Granville Leveson-Gower (1er marquis de Stafford), hérite du comté de son père et utilisera son influence politique pour aider la carrière de John. Il fait des études privées et est ensuite entré dans la marine, recevant sa commission de lieutenant en 1758. Son premier commandement est le HMS Salamander sur lequel il assiste à la bataille de Lagos le 18 août 1759, servant sous l'amiral Edward Boscawen. Leveson-Gower passe au grade de capitaine de Post-captain le 30 juin 1760 et prend le HMS Quebec (32 canons) en Méditerranée pour servir sous Sir Charles Saunders. Alors qu'il commande le Québec, il capture le corsaire français Phoenix, doté de 18 canons, en décembre 1760 au large de Cape Palos. 
Leveson-Gower commande ensuite le HMS Africa (64 canons) la conduisant en Guinée et aux Antilles en 1765. Plus tard, il commande les frégates HMS Aeolus et HMS Pearl (1762) (en), et enfin le vaisseau de garde HMS Albion à Plymouth en 1774. Il est nommé pour commander le HMS Valiant (74 canons) dans la Manche en 1775, où il capture plusieurs navires américains. Il est présent à la bataille d'Ouessant le 17 juillet 1778, où il soutient fermement l'amiral Augustus Keppel. Il témoigne devant la cour martiale de Keppel, défendant les actions de son amiral, puis démissionne de son commandement . 
Leveson-Gower est revenu au service après la chute du ministère North en mars 1782 et est nommé premier capitaine du HMS Victory sous Lord Howe, et sert à ce titre à la fois dans la Manche, et plus tard au siège de Gibraltar et lors de l'escarmouche au large du cap Spartel. De janvier à avril 1783, il est l'un des plus jeunes lord de l'amirauté au sein du conseil d'administration de l'Amirauté avec Lord Howe. Il démissionne après la formation de la coalition Fox-North en avril, mais rejoint la formation lorsque le ministère Pitt est créé. De décembre 1783 à août 1789, il est le premier Lord de la marine. Il continue à l'Amirauté avec le comte de Chatham jusqu'en août 1789 . Pendant ce temps, il hisse un large fanion dans le HMS Hebe en 1785, pour une croisière d'été autour de la Grande-Bretagne avec le prince William Henry ; et est commodore à HMS Edgar en 1787, commandant de l'escadron de la Manche. En 1784, il est élu député d'Appleby jusqu'en 1790. Il est élu à Newcastle sous Lyme cette année-là et parleé à quatre reprises sur des questions relatives à l'Amirauté au Parlement . 
Le 24 septembre 1787, il est promu contre-amiral et remet son drapeau l'été suivant à Edgar, dans la Manche. En 1788, il emmène un escadron élargi aux Antilles. Au cours de la Crise de Nootka en 1790, il redevient le premier capitaine de Lord Howe. En 1791, il est choisi comme l'un des contre-amiraux pour servir sous l'amiral Lord Hood dans la flotte se rassemblant pour contrer l'agression russe. La menace est toutefois passée et la flotte est dissoute . 
Il meurt des suites d'un accident cérébrovasculaire le 15 août 1792, à son domicile de Bill Hill, à Wokingham, et est enterré le 23 août à l'église paroissiale de Barkham, à Berkshire. Il épouse Frances Boscawen, fille aînée de l'amiral l'hon. Edward Boscawen le 5 juillet 1773  Ils ont plusieurs fils, dont John, devenu général et député, Edward Leveson-Gower (en), contre-amiral, et Augustus, capitaine et noyé à l'âge de 21 ans . La petite ville de North Gower, au Canada, porte son nom. 

## Sources
- N.A.M. Rodger, The Admiralty. Offices of State, Lavenham: T. Dalton Ltd, 1979, 179 p. (ISBN 0-900963-94-8)